# Atylotus
Atylotus är ett släkte av tvåvingar. Atylotus ingår i familjen bromsar.

## Bildgalleri

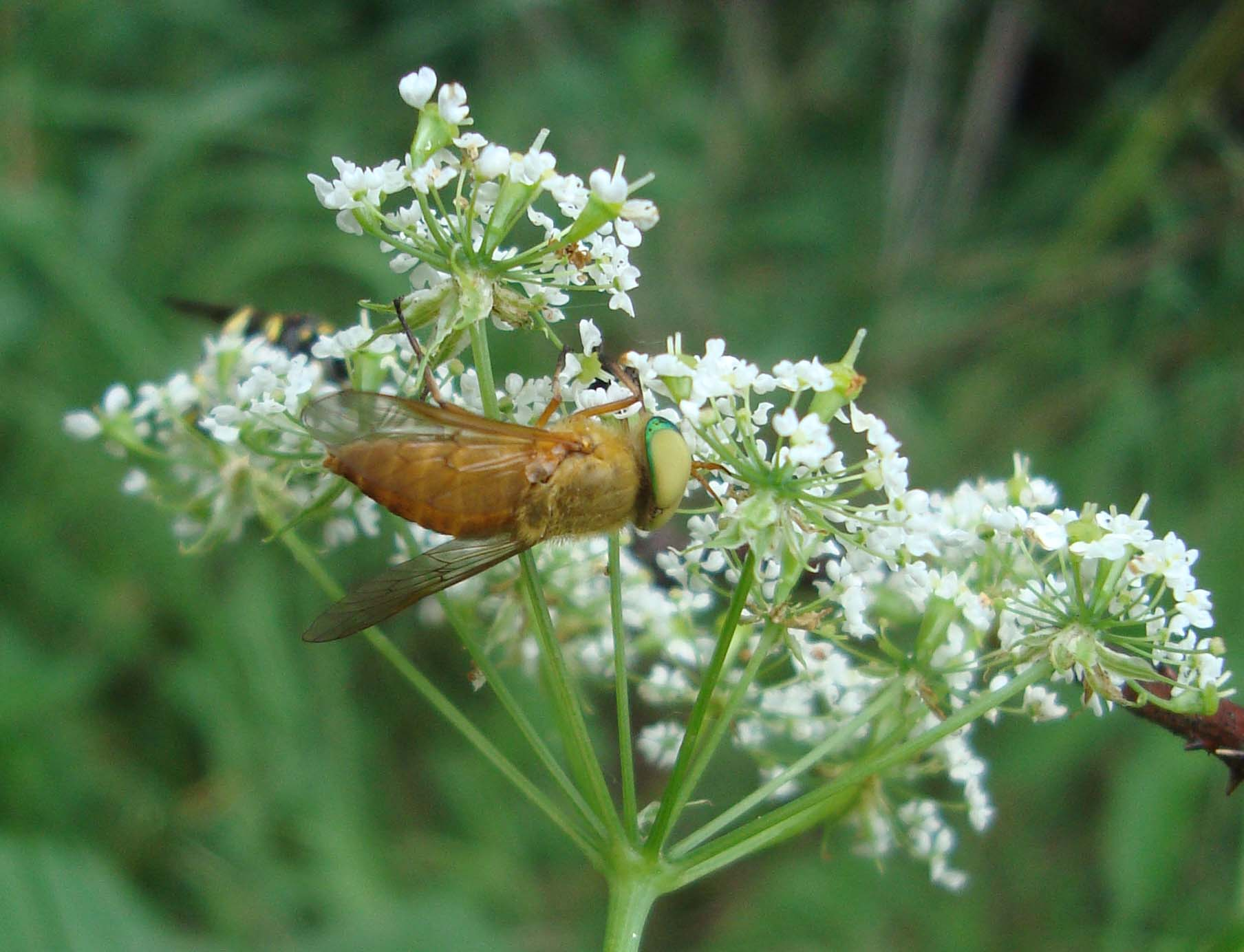

## Dottertaxa tillAtylotus, i alfabetisk ordning[1][2]
- Atylotus aegyptiacus
- Atylotus agrestis
- Atylotus agricola
- Atylotus albipalpus
- Atylotus albopruinosus
- Atylotus angusticornis
- Atylotus austein
- Atylotus basicallus
- Atylotus bicolor
- Atylotus calcar
- Atylotus canarius
- Atylotus chodukini
- Atylotus cryptotaxis
- Atylotus deminutus
- Atylotus diurnus
- Atylotus duplex
- Atylotus fairchildi
- Atylotus farinosus
- Atylotus flavoguttatus
- Atylotus fulvianus
- Atylotus fulvus
- Atylotus hamoni
- Atylotus hasegawai
- Atylotus hendrixi
- Atylotus horvathi
- Atylotus hyalicosta
- Atylotus insuetus
- Atylotus intermedius
- Atylotus intermissus
- Atylotus juditeae
- Atylotus kakeromaensis
- Atylotus keegani
- Atylotus kerteszi
- Atylotus kroeberi
- Atylotus latistriatus
- Atylotus leitonis
- Atylotus loewianus
- Atylotus lotus
- Atylotus miser
- Atylotus nagatomii
- Atylotus negativus
- Atylotus nigromaculatus
- Atylotus niveipalpis
- Atylotus ohioensis
- Atylotus olsufjevi
- Atylotus ovazzai
- Atylotus ozensis
- Atylotus pallescens
- Atylotus pallitarsis
- Atylotus palus
- Atylotus petiolateinus
- Atylotus plebeius
- Atylotus proditor
- Atylotus pulchellus
- Atylotus quadrifarius
- Atylotus rusticus
- Atylotus santosi
- Atylotus sawadai
- Atylotus seurati
- Atylotus sinensis
- Atylotus sphagnicola
- Atylotus sublunaticornis
- Atylotus subvittatus
- Atylotus sudharensis
- Atylotus suzukii
- Atylotus takaraensis
- Atylotus talyschensis
- Atylotus tauffliebi
- Atylotus theodori
- Atylotus thoracicus
- Atylotus tingaureus
- Atylotus utahensis
- Atylotus vargasi
- Atylotus venturii
- Atylotus virgo
- Atylotus woodi